# Kanton Prats-de-Mollo-la-Preste

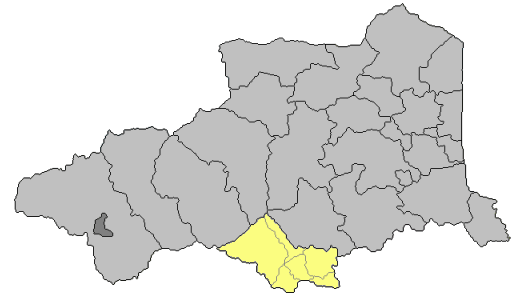
Lage im Département Pyrénées-Orientales

Der Kanton Prats-de-Mollo-la-Preste war von 1790 bis 2015 ein französischer Wahlkreis im Arrondissement Céret, im Département Pyrénées-Orientales und in der Region Languedoc-Roussillon. Sein Hauptort war Prats-de-Mollo-la-Preste.
Der Kanton war 279,08 km² groß und hatte 2767 Einwohner (Stand 1. Januar 2012).

## Gemeinden
Der Kanton bestand aus sechs Gemeinden:
| Gemeinde                 | Einwohner Jahr | Fläche km² | Bevölkerungsdichte | Code INSEE | Postleitzahl |
| ------------------------ | -------------- | ---------- | ------------------ | ---------- | ------------ |
| Coustouges               | 108 (2013)     | 16,86      | 6 Einw./km²        | 66061      | 66260        |
| Lamanère                 | 47 (2013)      | 23,83      | 2 Einw./km²        | 66091      | 66230        |
| Prats-de-Mollo-la-Preste | 1.075 (2013)   | 145,09     | 7 Einw./km²        | 66150      | 66230        |
| Saint-Laurent-de-Cerdans | 1.173 (2013)   | 45,08      | 26 Einw./km²       | 66179      | 66260        |
| Serralongue              | 225 (2013)     | 23,04      | 10 Einw./km²       | 66194      | 66230        |
| Le Tech                  | 111 (2013)     | 25,18      | 4 Einw./km²        | 66206      | 66230        |

## Bevölkerungsentwicklung
| 1962  | 1968  | 1975  | 1982  | 1990  | 1999  | 2009  |
| ----- | ----- | ----- | ----- | ----- | ----- | ----- |
| 4.524 | 4.059 | 3.574 | 3.301 | 3.081 | 2.798 | 2.907 |